# Botánica evolutiva
La botánica evolutiva es la rama de la botánica que estudia la evolución de las plantas intentando comprender el modo en que la diversidad actual se ha originado a través del tiempo. Esta rama incluye el estudio del cambio genético y la subsecuente variación que puede dar como resultado la formación de nuevas especies.

## Historia
La teoría sintética de la evolución se concibió durante los años 30 y 40 del siglo XX gracias al aporte de pruebas y métodos de matemáticos, genétistas, paleobiólogos y naturalistas. Las pruebas genéticas que determinaban la herencia de caracteres fueron publicadas mucho antes por Gregor Mendel (1866) en su famoso estudio sobre guisantes, Versuche über Plflanzenhybriden («Experimentos sobre hibridación de plantas». Sin embargo, como ha ocurrido otras veces en la historia de la ciencia, las Leyes de Mendel no llegaron a la comunidad científica hasta su redescubrimiento por tres botánicos: Hugo de Vries, Carl Correns, Erich von Tschermak en 1900 y su traducción al inglés en 1901. 
A pesar de ser precisamente Mendel un genétista de plantas, fueron los estudiosos de los animales quienes interpretaron rápidamente
sus resultados y los aplicaron al mundo animal. Este nuevo cuerpo doctrinal pronto caló entre los zoólogos interesados en la variación y la selección natural, de tal forma que durante la mayor parte del siglo XX cualquier libro de texto sobre evolución contó con un elevado número de ejemplos del mundo animal, mientras que los ejemplos del mundo vegetal eran mucho más limitados. Sin embargo, gracias a las publicaciones de George Ledyard Stebbins (1950), Cyril Dean Darlington (1950) y Verne Grant (1963, 1971), entre otros, se dieron a conocer otros mecanismos evolutivos mucho más frecuentes en plantas. Un listado de las obras más importantes en el campo de la botánica evolutiva se provee a continuación:
- (1866) Gregor Mendel,  Versuche über Plflanzenhybriden.
- (1937) Theodosius Dobzhansky, Genetics and the Origin of Species.
- (1950) George Ledyard Stebbins,  Variation and Evolution in Plants.
- (1950) Cyril Dean Darlington y K. Mather. Genes, Plants, and People.
- (1951) CLAUSEN, J. Stages in Evolution of Plant Species.
- (1952) WARDLAW, C.W. Phylogeny and Morphogenesis.
- (1953) HESLOP-HARRISON, J. New Concept in Flowering Plant Taxonomy.
- (1955) CAIN, S.A. Foundations of Plant Geography.
- (1956) GOOD, R. Features of Evolution in the Flowering plants.
- (1963) GRANT, V. The Origin of Adaptations.
- (1971) GRANT, V. Plant Speciation.